# Святе озеро (Чернігівська область)
О́зеро «Святе́»  — гідрологічна пам'ятка природи загальнодержавного значення в Україні.
Розташоване в межах Козелецького району Чернігівської області, на північний захід від села Короп'є.
Площа — 70 га. Статус даний згідно з Постановою Ради містрів УРСР № 165 від 30.03.1981 року. Перебуває у віданні: Короп'ївська сільська рада.
Увійшла до складу регіонального ландшафтного парку «Міжрічинський».

## Флора та фауна

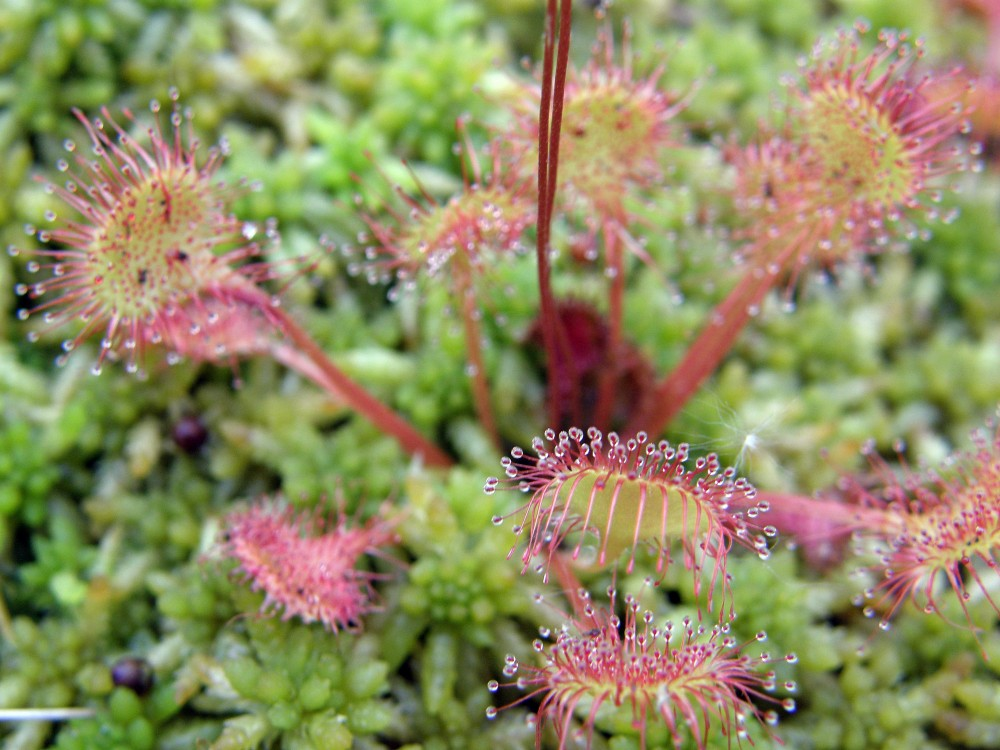
Комахоїдна рослина росичка зростає у важкодоступних місцях на болотах

Озеро «Святе» є унікальним природним утворенням. Воно майже все заросло сфагновими плавами; чисте водне плесо залишилось лише в центральній частині, де відмічені угруповання глечиків жовтих та латаття сніжно-білого (Зелена книга України).
В озерній улоговині утворилось мезотрофне болото з переважанням осоково-сфагнових (осока пухнастоплода та осока здута) ценозів, є пухівково-сфагнові (пухівка багатоколоскова) і очеретяно-сфагнові ценози. Місцями співдомінантом виступає журавлина болотна, яка охороняється в області. Тут зростають росички середня (Червона книга України) та круглолиста. У 2009 році тут виявлено місцезростання надзвичайно рідкісного виду — лікоподієли заплавної (Червона книга України).
У фауністичному плані не вирізняється особливим різноманіттям. Заболочені береги відвідує лось, свиня дика, сарна європейська, лисиця звичайна. На озері гніздяться крячки світлокрилі. Під час сезонних міграцій тут зупиняються качки. Земноводні представлені жабою озерною, кумкою червоночеревою та жабою деревною. З риб в озері мешкають карась сріблястий, окунь, йорж.

## У культурі
За переказами, в давнину на місці Святого озера стояла церква, яка провалилася під землю; на місці церкви утворилося озеро, а вже пізніше озеро перетворилося на болото.

## Галерея

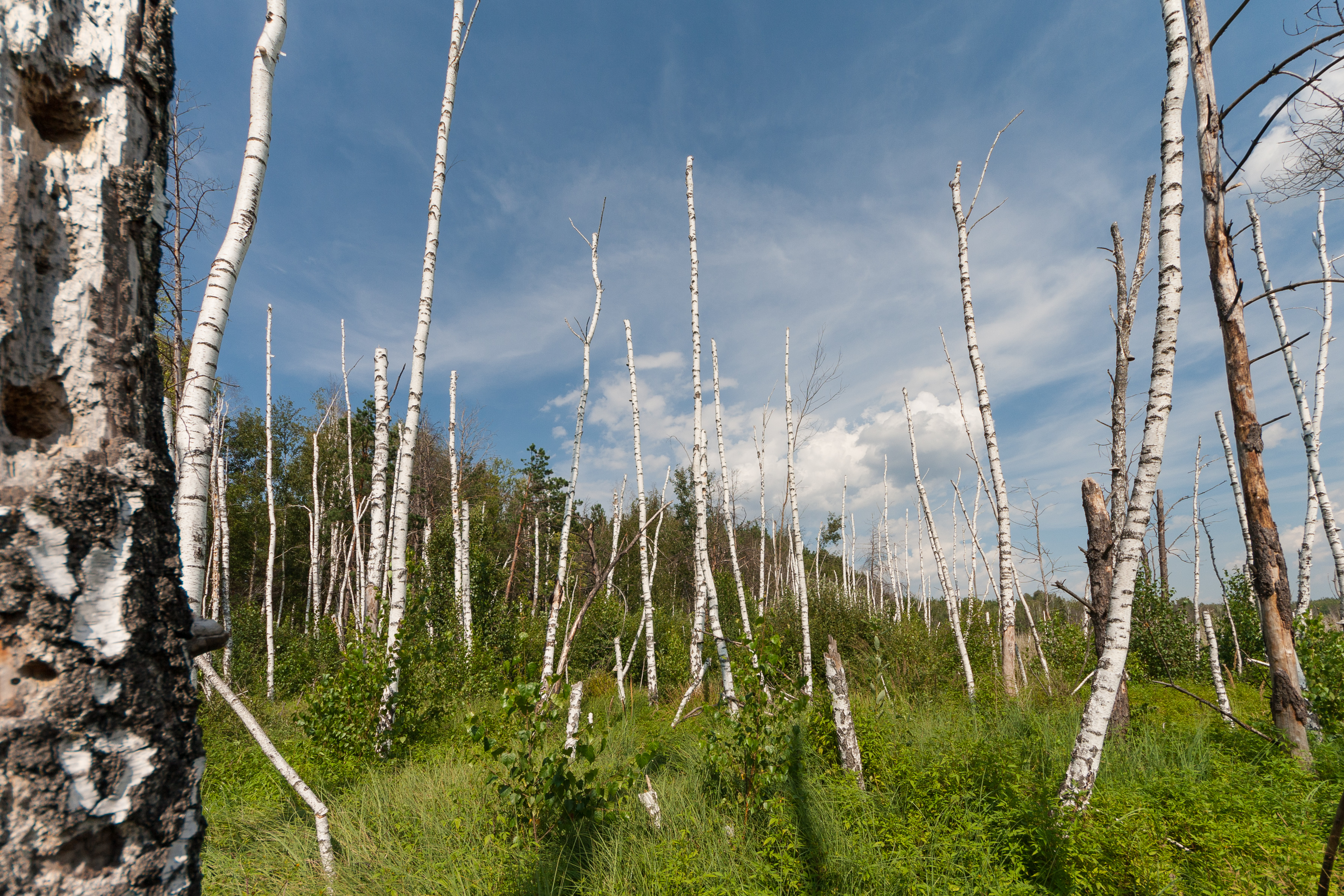
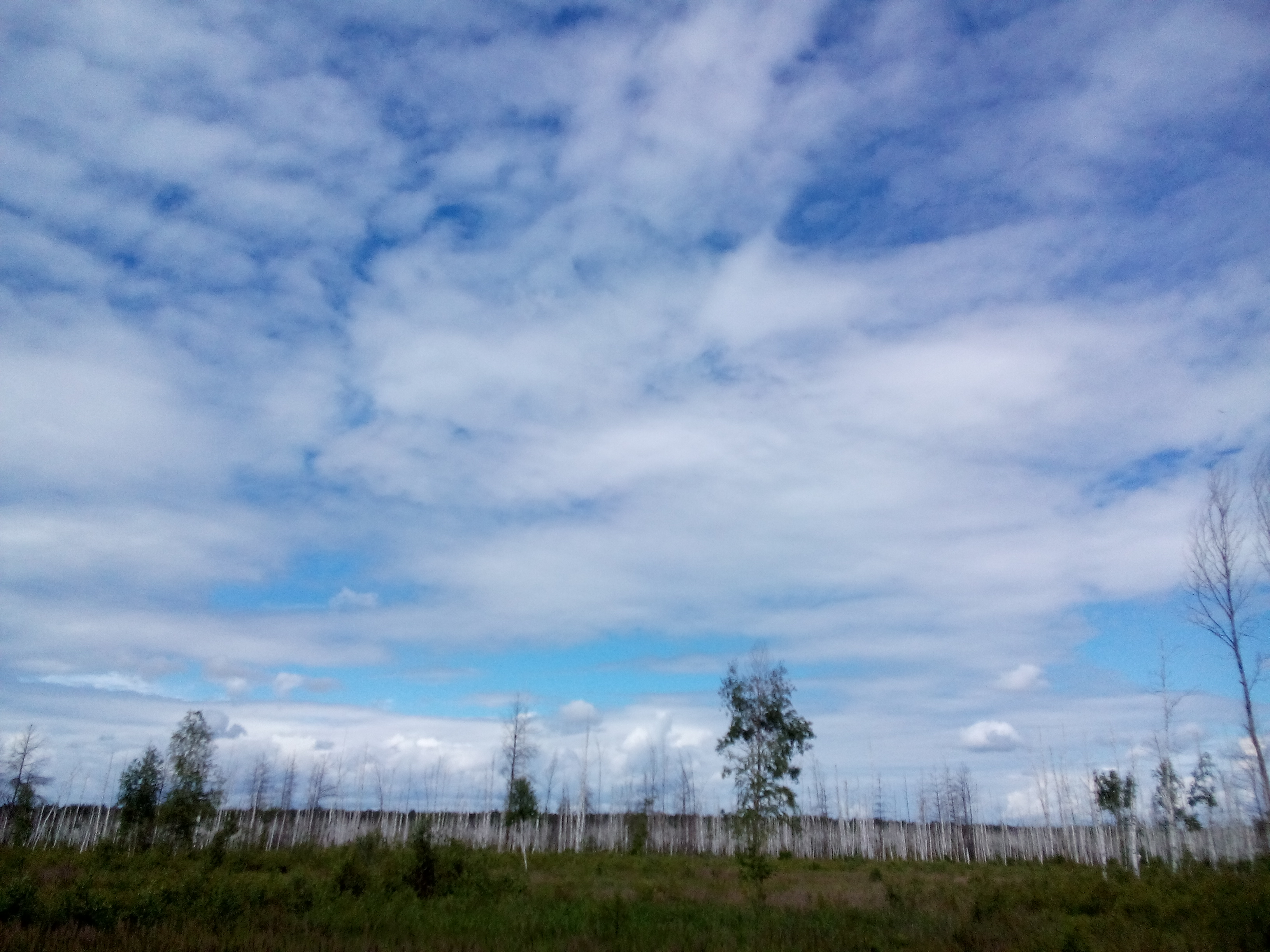